# Essostrutha
Essostrutha is een kevergeslacht uit de familie van de boktorren (Cerambycidae). De wetenschappelijke naam van het geslacht werd voor het eerst geldig gepubliceerd in 1868 door Thomson.

## Soorten
Essostrutha omvat de volgende soorten:
- Essostrutha binotata Bates, 1881
- Essostrutha laeta (Newman, 1840)